# Toro Rosso STR12
Der Toro Rosso STR12 ist der Formel-1-Rennwagen der Scuderia Toro Rosso für die Formel-1-Weltmeisterschaft 2017. Er ist der zwölfte Formel-1-Wagen des Teams. Er wurde am 26. Februar 2017 als letztes Fahrzeug der Formel-1-Weltmeisterschaft 2017 der Öffentlichkeit präsentiert.

## Technik und Entwicklung
Wie alle Formel-1-Fahrzeuge des Jahres 2017 ist der STR12 ein hinterradangetriebener Monoposto mit einem Monocoque aus kohlenstofffaserverstärktem Kunststoff (CFK). Neben dem Monocoque bestehen viele weitere Teile des Fahrzeugs, darunter die Karosserieteile und das Lenkrad aus CFK. Auch die Bremsscheiben sind aus einem mit Kohlenstofffasern verstärkten Verbundwerkstoff.
Der STR12 ist das Nachfolgemodell des Toro Rosso STR11. Da sich das technische Reglement zur Saison 2017 stark änderte, ist das Fahrzeug zum größten Teil neu entwickelt. Um hierfür Ressourcen zur Verfügung zu haben, wurde die Weiterentwicklung des Vorgängermodells frühzeitig eingestellt.
Mit einer Gesamtbreite von 2000 mm und einer Breite zwischen Vorder- und Hinterachse von 1600 mm ist das Fahrzeug jeweils 200 mm breiter als das Vorgängermodell. Die Höhe ist mit 950 mm unverändert. Komplett neu sind neben dem Frontflügel, der statt 1650 mm nun 1800 mm breit ist, und dem Heckflügel, dessen Breite sich von 750 mm auf 950 mm und dessen Höhe sich von 950 mm auf 800 mm ändert, auch der Diffusor, der nun eine Gesamthöhe von 175 mm statt 125 mm sowie eine um 50 mm erhöhte Breite von 1050 mm hat. Um die Luftführung zum Heckflügel zu verbessern, hat der Wagen eine auffällige Finne an der Motorabdeckung.
Angetrieben wird der STR12 vom Renault R.E.17, einem in Fahrzeugmitte montierten 1,6-Liter-V6-Motor von Renault mit einem Turbolader sowie einem 120 kW starken Elektromotor, es ist also ein Hybridelektrokraftfahrzeug. Das sequentielle Getriebe des Wagens von Red Bull Racing hat acht Gänge. Der Gangwechsel wird über Schaltwippen am Lenkrad ausgelöst. Das Fahrzeug hat nur zwei Pedale, ein Gaspedal (rechts) und ein Bremspedal (links). Genau wie viele andere Funktionen wird die Kupplung, die nur beim Anfahren aus dem Stand verwendet wird, über einen Hebel am Lenkrad bedient.
Anders als das Vorgängermodell, ist der STR12 mit 305 mm breiten Vorderreifen und mit 405 mm breiten Hinterreifen des Einheitslieferanten Pirelli ausgestattet, die auf 13-Zoll-Rädern montiert sind. Damit sind die Reifen an der Vorderachse 60 mm und an der Hinterachse 80 mm breiter als in der Vorsaison. Dies erforderte auch die Entwicklung von neuen Radaufhängungen beim STR12.
Der STR12 hat, wie alle Formel-1-Fahrzeuge seit 2011, ein Drag Reduction System (DRS), das durch Flachstellen eines Teils des Heckflügels den Luftwiderstand des Fahrzeugs auf den Geraden verringert, wenn es eingesetzt werden darf. Auch das DRS wird mit einem Schalter am Lenkrad des Wagens aktiviert.

## Lackierung und Sponsoring
Der STR12 ist überwiegend in Blau lackiert, dazu gibt es einen roten Streifen auf der Fahrzeugseite sowie rote Seitenplatten am Front- und Heckflügel. Das Logo von Hauptsponsor Red Bull ist in silberner Farbe auf der Motorabdeckung angebracht, auch der Schriftzug von Red Bull auf Front- und Heckflügel sowie den Seitenkästen ist Silber.
Es werben außerdem noch Acronis, Casio (mit der Marke Edifice), Estrella Galicia, Lidl und Pirelli auf dem Fahrzeug.

## Fahrer
Toro Rosso begann auch die Saison 2017 mit den Fahrern Daniil Kwjat und Carlos Sainz junior. Kwjat wurde nach dem Großen Preis von Malaysia durch Pierre Gasly ersetzt, kehrte dann beim Großen Preis der USA für ein Rennen ins Cockpit zurück, da Sainz zu Renault wechselte. Da Gasly dieses Rennen wegen einer Terminkollision nicht bestreiten konnte, trat dort Brendon Hartley für das Team an. Beim Großen Preis von Mexiko kehrte Gasly wieder zu Toro Rosso zurück, Kwjat verlor sein Cockpit erneut, dieses Mal an Hartley.

## Ergebnisse
| Fahrer                          | Nr.                             | 1 | 2   | 3   | 4  | 5 | 6   | 7   | 8   | 9   | 10  | 11 | 12 | 13 | 14  | 15  | 16  | 17 | 18  | 19  | 20 | Punkte | Rang |
| ------------------------------- | ------------------------------- | - | --- | --- | -- | - | --- | --- | --- | --- | --- | -- | -- | -- | --- | --- | --- | -- | --- | --- | -- | ------ | ---- |
| Formel-1-Weltmeisterschaft 2017 | Formel-1-Weltmeisterschaft 2017 |   |     |     |    |   |     |     |     |     |     |    |    |    |     |     |     |    |     |     |    | 53     | 7.   |
| P. Gasly                        | 10                              |   |     |     |    |   |     |     |     |     |     |    |    |    |     | 14  | 13  |    | 13  | 12  | 16 | 53     | 7.   |
| S. Gelael                       | 38                              |   |     |     |    |   |     |     |     |     |     |    |    |    | PO  | PO  |     | PO | PO  |     |    | 53     | 7.   |
| B. Hartley                      | 28/39                           |   |     |     |    |   |     |     |     |     |     |    |    |    |     |     |     | 13 | DNF | DNF | 15 | 53     | 7.   |
| D. Kwjat                        | 26                              | 9 | DNF | 12  | 12 | 9 | 15* | DNF | DNF | 16  | 15  | 11 | 12 | 12 | DNF |     |     | 10 |     |     |    | 53     | 7.   |
| C. Sainz                        | 55                              | 8 | 7   | DNF | 10 | 7 | 6   | DNF | 8   | DNF | DNF | 7  | 10 | 14 | 4   | DNF | DNF |    |     |     |    | 53     | 7.   |

| Legende  | Legende            | Legende                                                          |
| Farbe    | Abkürzung          | Bedeutung                                                        |
| -------- | ------------------ | ---------------------------------------------------------------- |
| Gold     | –                  | Sieg                                                             |
| Silber   | –                  | 2. Platz                                                         |
| Bronze   | –                  | 3. Platz                                                         |
| Grün     | –                  | Platzierung in den Punkten                                       |
| Blau     | –                  | Klassifiziert außerhalb der Punkteränge                          |
| Violett  | DNF                | Rennen nicht beendet (did not finish)                            |
| Violett  | NC                 | nicht klassifiziert (not classified)                             |
| Rot      | DNQ                | nicht qualifiziert (did not qualify)                             |
| Rot      | DNPQ               | in Vorqualifikation gescheitert (did not pre-qualify)            |
| Schwarz  | DSQ                | disqualifiziert (disqualified)                                   |
| Weiß     | DNS                | nicht am Start (did not start)                                   |
| Weiß     | WD                 | zurückgezogen (withdrawn)                                        |
| Hellblau | PO                 | nur am Training teilgenommen (practiced only)                    |
| Hellblau | TD                 | Freitags-Testfahrer (test driver)                                |
| ohne     | DNP                | nicht am Training teilgenommen (did not practice)                |
| ohne     | INJ                | verletzt oder krank (injured)                                    |
| ohne     | EX                 | ausgeschlossen (excluded)                                        |
| ohne     | DNA                | nicht erschienen (did not arrive)                                |
| ohne     | C                  | Rennen abgesagt (cancelled)                                      |
| ohne     | keine WM-Teilnahme |                                                                  |
| sonstige | P/fett             | Pole-Position                                                    |
| sonstige | 1/2/3/4/5/6/7/8    | Punktplatzierung im Sprint-/Qualifikationsrennen                 |
| sonstige | SR/kursiv          | Schnellste Rennrunde                                             |
| sonstige | *                  | nicht im Ziel, aufgrund der zurückgelegten Distanz aber gewertet |
| sonstige | ()                 | Streichresultate                                                 |
| sonstige | unterstrichen      | Führender in der Gesamtwertung                                   |